# Chiesa di San Giuseppe (Arona)
La Chiesa di San Giuseppe è un edificio religioso del comune di Arona (NO) risalente al 1204.

## Storia
Era anticamente intitolata a Sant'Eusebio. Divenne la sede della Confraternita "del Corpo del Signore e di San Giuseppe" per volere di San Carlo Borromeo nel 1582, il quale aggregò le Confraternite di San Giuseppe e del SS. Sacramento. La prima descrizione risale al 1602 in occasione di una visita pastorale di Federico Borromeo.
Probabilmente era sede di una scuola di intagliatori.

## Architettura
Originariamente la costruzione era a navata unica, il coro si trovava dietro l'altare con una porta alla sinistra dell'altare stesso ed una finestra di cui restano tracce sul lato orientale. Nel 1631 furono proposte varie modifiche di cui si hanno tracce con documentazione nel 1644 e nel 1749 che portarono alla pianta cruciforme di cui venne fatta una descrizione già alla fine del XVIII secolo, con la comparsa della torre campanaria posta tra la sacrestia e la zona dell'abside.
Ulteriori modifiche riguardanti le finestre vennero attuate nella prima metà del XVII secolo. 
La sistemazione attuale della pala d'altare d'altare ed il tabernacolo, risalgono probabilmente ad una sistemazione settecentesca, già attestata in un documento del 1749; le statuette sono legate da un'affinità nei volti e nelle espressioni e ornano il tabernacolo e che rappresentano i Santi Pietro e Paolo, Andrea e Filippo, al gruppo di San Giuseppe e del Bambin Gesù, sul coronamento della pala d'altare. Tutto l'insieme è ornato con più colori (policromo) con abbondanti dorature e trattato con graffiti attuati in modo da ottenere un effetto particolare e ricorda le modalità di ornamento tipiche della cultura spagnola.
La tela sull'altare è attribuibile alla scuola di Carlo Francesco Nuvolone, una delle quali pare essere una replica.
La cantoria attualmente è posizionata sopra l'ingresso principale della chiesa, si pensa che la posizione in cui si trovi non sia la posizione in cui originariamente doveva essere; presenta decorazioni scultoree simili a quelle del coro con la presenza di putti musicanti e cariatidi, cherubini e cascate di frutta sulle lesene della balconata. Fu restaurata nel 1976.
Le datazioni prima dette sembrano compatibili con i caratteri pregiati dei seggi, coerenti con i gusti decorativi del Seicento.
Sono rilevabili anche le presenze di stili diversi, di cui uno più sciolto e delicato nell'espressione ed altre più sanguigne e popolaresche. Anche i seggi corali furono restaurati nel 1976.

## Reperti
La chiesetta di San Giuseppe riserva però altre sorprese, riguardanti antiche visitazioni e sacralità del luogo in cui fu eretta. Durante i recenti lavori di ristrutturazione del 1975, sotto la vecchia pavimentazione, venne trovata la tomba settecentesca del capitano Miguel Aguado, militare spagnolo, morto ad Arona; in seguito venne trovata una ciotolina di argilla decorata con impressioni a forma triangolare, protetta da sassi incastonati verticalmente nel terreno, poi i resti frammentati di un vaso a trottola, di colore rosso-arancione con decorazioni a bande orizzontali brunastre che orientavano per una datazione al I secolo a.C.
Tra gli altri resti furono inoltre trovati una ciotola a bordo rientrante, adagiata su frammenti ossei, un piccolo coperchio tipicamente accostabile ad altri reperti gallici della zona e frammenti nerastri di un altro vasetto. Questi reperti si riferiscono ad un'area sepolcrale gallico.
In seguito la zona di scavo venne ampliata verso la parte centrale della chiesa; venne portato alla luce dapprima un muro di sostegno ed alla sua sinistra un piccolo forno per la fusione dei metalli in mattoni originariamente coperto con una calotto, detto impianto, unico in Piemonte e conservato nella sua interezza, fu costruito sull'area della precedente necropoli. Anche se la datazione si presentava difficile per la scarsità degli elementi e disposizione, il rinvenimento di uno spillone bronzeo e di alcuni frammenti vitrei iridati, inducevano ad attribuire il forno, al tardo impero.
Nel piano di calpestio circostante si raccolsero ben tre chilogrammi di frammenti bronzei da rifondere, scorie e parti di uno stampo per fusione, nonché i resti della calotta d'argilla.